# Benjamin Isaac

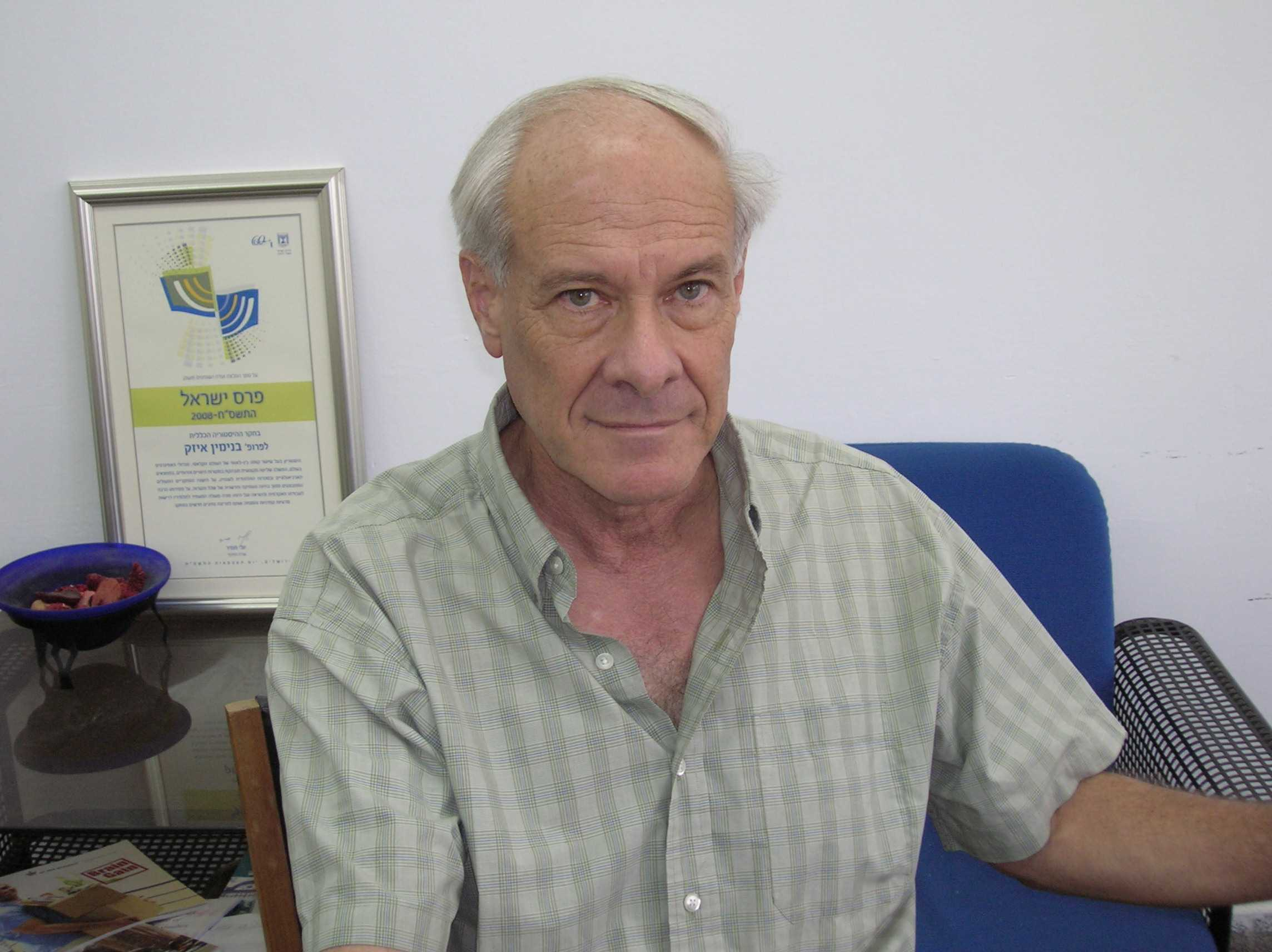
Benjamin Isaac (2008)

Benjamin Henri Isaac (hebräisch בנימין איזק; geb. 10. Mai 1945 in Genf) ist ein israelischer Althistoriker. Er lehrte als Fred and Helen Lessing Professor Alte Geschichte an der Universität Tel Aviv.
Isaac studierte von 1963 bis 1972 Altphilologie an der Universität Amsterdam. Nach seiner Alija setzte er sein Studium an der Universität Tel Aviv fort (1974–1980). Er promovierte 1980 mit einer Arbeit über griechische Siedlungen in Thrakien vor der makedonischen Eroberung im Jahr 341 v. Chr.
Seine Forschungsschwerpunkte sind die hellenistische, römische und frühbyzantinische Zeit, der Nahe Osten und Palästina sowie die jüdische Geschichte in römischer und byzantinischer Zeit.
Benjamin Isaac wurde 1996 zum Mitglied der Israelischen Akademie der Wissenschaften gewählt, 2003 zum Mitglied der American Philosophical Society. Für seine Leistungen als Historiker wurde er 2008 mit dem Israel-Preis ausgezeichnet.

## Veröffentlichungen (Auswahl)
- The Greek Settlements in Thrace until the Macedonian Conquest (= Studies of the Dutch Archaeological and Historical Society. Band 10). Brill, Leiden 1986.
- The Limits of Empire. The Roman Army in the East. Clarendon Press, Oxford 1990.
- The Near East under Roman Rule: Selected Papers (= Mnemosyne. Supplement 177). Brill, Leiden 1998.
- The Invention of Racism in Classical Antiquity. Princeton University Press, Princeton  2004.